# Georg von Braunschweig
Pour les articles homonymes, voir Braunschweig (homonymie).
Georg Wilhelm von Braunschweig (né le 26 août 1845 à Lissomitz, arrondissement de Thorn (de) et mort le 11 août 1911 à Blankenburg (Harz)) est un général d'infanterie prussien .

## Biographie
Ses parents sont le capitaine prussien et seigneur du manoir de Lissomitz en Prusse occidentale, Hermann von Braunschweig (1811-1862), et sa première épouse Friederike Täubert (1810-1847), originaire de Dantzig. Braunschweig est nommé lieutenant en 1863. En 1866, il est blessé à la bataille de Nachod pendant la guerre austro-prussienne. Pendant la guerre franco-prussienne (1870/71), Braunschweig sert au haut commandement de la 1re armée (de) sous Edwin von Manteuffel. D'autres missions suivent jusqu'à son transfert le 20 juillet 1899 en tant que commandant de la 10e division d'infanterie à Posen. Le 18 octobre 1902, il est nommé général commandant du 17e corps d'armée à Dantzig.
L'administrateur de l'arrondissement de Pyritz David Vincenz von Braunschweig (de) est un ancêtre direct.